# Twelve (película)
Twelve es una película franco-estadounidense, del año 2010, dirigida por Joel Schumacher y protagonizada por Chace Crawford.

## Argumento
Durante las vacaciones de primavera en el Upper East Side de Manhattan, la élite de los estudiantes de Nueva York tiene tiempo libre y dinero que quemar. White Mike (Chace Crawford) es el camello de los privilegiados. Mientras sufre por la reciente muerte de su madre y trata de superar la torpeza que le impide expresar su amor a Molly (Emma Roberts), su primo es brutalmente asesinado, y su mejor amigo es arrestado por el crimen.

## Reparto
- Chace Crawford como White Mike.
- Emma Roberts como Molly Norton.
- Kiefer Sutherland como el narrador.
- Esti Ginzburg como Sara Ludlow.
- Rory Culkin como Chris Kenton.
- Billy Magnussen como Clauda Kenton, hermano de Chris.
- Emily Meade como Jessica Brayson.
- Nico Tortorella como Tobías.
- Ethan Peck como Sean.
- Jeremy Allen White como Charlie.
- Erik Per Sullivan como Timmy